# 明亞副緋鯉
明亞副緋鯉為輻鰭魚綱鱸形目鱸亞目鬚鯛科的其中一種，分布於西印度洋區，包括莫三比克、塞席爾群島、印度海域，棲息深度43-55公尺，體長可達23公分，屬肉食性。